# Wojny diadochów

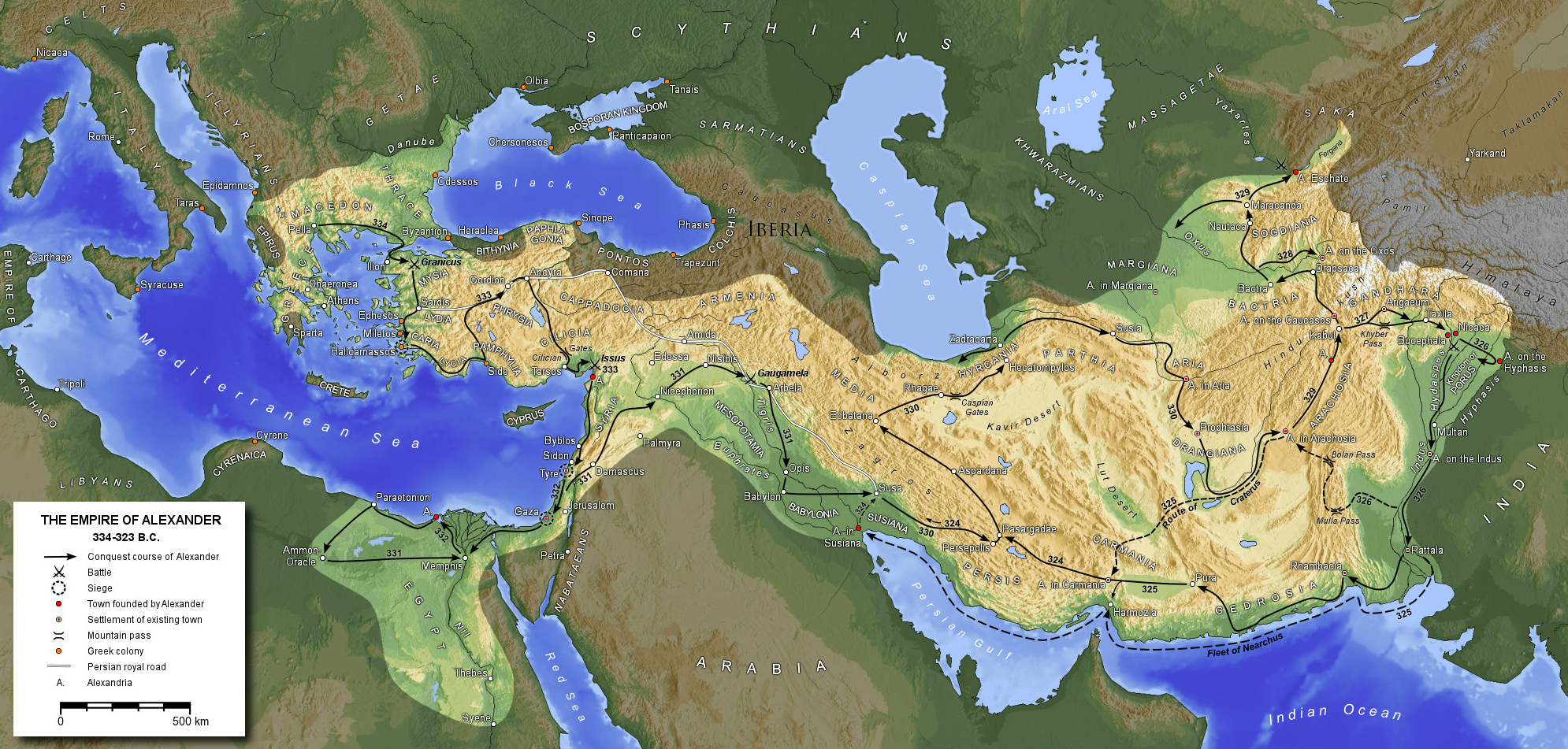
Podbój imperium perskiego przez Aleksandra Wielkiego (334–323 p.n.e.)

Wojny diadochów – konflikty zbrojne pomiędzy wodzami Aleksandra Wielkiego toczone po jego śmierci o panowanie nad stworzonym przez niego imperium. Toczyły się z przerwami w latach 321–281 p.n.e. Wodzów tych nazywano diadochami (z gr. διάδοχοι diadochoi, następcy). Tylko dwóch z nich chciało w pełni zachować imperium Aleksandra, natomiast inni pragnęli stworzyć własne, niezależne państwa.
Władcy stoczyli między sobą kilka wojen (zwykle wyróżnia się pięć lub sześć). W 301 roku p.n.e. doszło do decydującej rozgrywki pod Ipsos, po której ostatecznie załamała się dominacja Antygonidów, jednak przez jeszcze kilkanaście lat diadochowie walczyli między sobą o poszczególne części imperium Aleksandra.

## Sytuacja po śmierci Aleksandra III Wielkiego
10 czerwca 323 roku p.n.e. zmarł w Babilonie Aleksander Macedoński. Nie wskazał następcy mogącego przejąć jego dziedzictwo. Następnego dnia po śmierci króla zwołano w Babilonie naradę najbliższych jego przyjaciół i wodzów.
W obecności wszystkich zebranych Perdikkas – jeden z wodzów Aleksandra, położył na tronie królewski pierścień, który otrzymał z rąk umierającego władcy. Perdikkas zaproponował, by z uwagi na ciążę Roksany, żony Aleksandra, poczekać z wyborem nowego króla do czasu narodzin dziecka, a jeśli byłby nim chłopiec, jego należałoby obwołać królem. Propozycję przekazano zgromadzeniu wojska macedońskiego (będącemu reprezentantem ludu macedońskiego), do którego należała decyzja zatwierdzenia nowego króla. Zgromadzenie było jednak podzielone. Piechota wolała widzieć na tronie Arridajosa – drugiego syna Filipa II, natomiast jazda poparła propozycję Perdikkasa. Wśród zgromadzonych o mało nie doszło do walki między zwolennikami Perdikkasa a żołnierzami piechoty pod dowództwem Meleagra.
Dzięki interwencji Eumenesa udało się uspokoić żołnierzy. Na mocy zawartego kompromisu Arridajos pod imieniem Filipa III miał panować z ewentualnym synem Aleksandra III. Dziecko, które urodziła Roksana (sierpień 323 p.n.e.) okazało się rzeczywiście chłopcem. Nadano mu imię Aleksandra IV. Z uwagi na niezdolność Filipa III do sprawowania władzy samodzielnie – cierpiał na chorobę psychiczną – wyznaczono na jego doradcę i opiekuna powszechnie lubianego i szanowanego dowódcę Aleksandra, Kraterosa, który jednak nie był obecny na naradzie, ponieważ w tym czasie towarzyszył macedońskim weteranom w drodze powrotnej do Macedonii.
Wynikiem skomplikowanych przetargów i kompromisów było usunięcie ze stanowisk satrapów Persów, zniesienie podziału władzy na wojskową i cywilną (poza Persydą). Antypater – zachował władzę nad Macedonią, która była mu powierzona jeszcze przez Aleksandra. Ptolemeusza zgodnie z jego własnym życzeniem wyznaczono na satrapę Egiptu. Antygon dostał zachodnią Azję Mniejszą. Lizymach otrzymał Trację wykrojoną z terenów przyznanych Antypatrowi. Eumenes z Kardii otrzymał Kapadocję z Paflagonią (tereny będące w tym czasie w ręku satrapy perskiego i wymagające dopiero podboju). Perdikkas wraz z wyznaczonym na jego zastępcę Meleagrem otrzymał dowództwo armii w Azji.
Podczas obrzędu oczyszczenia armii (polegał on na przemarszu armii pomiędzy rozczłonkowanymi zwłokami psa) Perdikkas wykorzystał swoją władzę nad jazdą i słoniami do zastraszenia piechoty. Meleager i jego zwolennicy zostali pojmani i zabici. Zwołana została następnie pośpiesznie kolejna narada, na której rozdzielono satrapie zgodnie z życzeniem Perdikkasa. Ludy pokonanego imperium Achemenidów były pod tak wielkim wrażeniem zwycięskiego pochodu Aleksandra i jego armii, że podczas niespokojnych lat po jego śmierci nie podniosły większych rewolt.
Spuścizną którą Aleksander pozostawił po sobie było nie tylko rozległe imperium, ale także setki tysięcy żołnierzy którzy przewinęli się przez jego armię, olbrzymie skarby rozmieszczone w różnych częściach państwa, a także kilku ambitnych i zdolnych wodzów. Dzięki zwierzchności nad większością armii i rozesłaniu konkurentów po satrapiach całego imperium Perdikkas pozornie trzymał całą władzę w swoim ręku. W rzeczywistości jeszcze dwóch ludzi – Antypater i Krateros – mogło decydować o przyszłości.
Pierwszym zadaniem przed jakim stanął było stłumienie buntu najemników greckich. Grecy ci zostali osadzeni jeszcze przez Aleksandra w Baktrii w charakterze wojskowych osadników. Gdy dowiedzieli się o śmierci Aleksandra, postanowili wyruszyć w drogę powrotną do domu (było ich około 3 tys. jazdy i 20 tys. piechoty). Drogę przecięła im armia macedońska. Po krótkim starciu zdradzeni przez konnicę Grecy poddali się, zostali jednak podstępem wymordowani.
Aby zabezpieczyć drogę z Azji do Europy, Perdikkas rozkazał Antygonowi i Leonatosowi – dowódcom mającym wojska w Azji Mniejszej – połączenie się z Eumenesem w celu pokonania władcy Kapadocji Ariarathesa. Obaj odmówili. W tej sytuacji Perdikkas, wraz z głównymi siłami oraz młodym Filipem III, wyruszył wiosną 322 roku p.n.e. do Kapadocji, podbił ją i zgładził Ariarathesa. Następnie nakłonił armię do uznania go za regenta obu młodych królów.

## Wojny diadochów (321–286 p.n.e.)

### Pierwsza (321–320 p.n.e.)
Twarde dążenie Perdikkasa do utrzymania jedności politycznej imperium szybko doprowadziły do powstania koalicji wymierzonej przeciwko niemu. Przystąpili do niej Krateros, Antypater, Antygon Jednooki, Lizymach i Ptolemeusz. Jedynym sojusznikiem Perdikkasa był Eumenes z Kardii, któremu Perdikkas umożliwił objęcie przyznanej mu satrapii. Antypater i Krateros kończący właśnie wojnę lamijską mieli pod swoimi rozkazami 40-tysięczną armię, Ptolemeusz dysponował silną armią i flotą. Antygon wraz z częścią floty przejętej od Antypatra wylądował w Karii (w Azji Mniejszej). Perdikkas uznał, że stłumienie buntu należy rozpocząć od Egiptu. Ruszył więc na Ptolemeusza z początkiem 321 p.n.e. Bez większych przeszkód dotarł do delty Nilu. Nie zdołał jednak sforsować Nilu, a podczas próby przeprawy stracił wielu ludzi. W armii wybuchł bunt, a Perdikkas zginął z rąk spiskowców z własnego sztabu. Po śmierci Perdikkasa spiskowcy ofiarowali jego miejsce Ptolemeuszowi, ten jednak odmówił (z konsekwencją trzymał się obranej drogi budowy własnego państwa, którego centrum miał być Egipt).
O wiele lepiej niż Perdikkasowi powodziło się Eumenesowi – w bitwie pokonał Kraterosa, który przypłacił przegraną życiem. Zwycięstwo to dało mu panowanie nad znacznymi obszarami Azji Mniejszej, jednak z czasem, wobec śmierci Perdikkasa, jego pozycja stawała się coraz gorsza – jako Grek nie mógł liczyć na poparcie armii macedońskiej. Dodatkowo śmierć Kraterosa, jednego z najpopularniejszych wodzów Aleksandra, naraziła go na nienawiść Macedończyków. Na spotkaniu w Triparadejsos (321 p.n.e.) członkowie koalicji dokonali ponownego podziału stanowisk:
- Antypaterowi przypadła opieka nad królami oraz kierownicze stanowisko
- Antygon Jednooki otrzymał tytuł „stratega Azji”. Miał on zająć się także wykonaniem wyroku śmierci na Eumenesie z Kardii – na śmierć skazało go zgromadzenie wojska macedońskiego.
- Seleukos (jeden z zabójców Perdikkasa) otrzymał w nagrodę satrapię Babilonii
- dokonano zmian na stanowiskach satrapów.

### Druga (319–316 p.n.e.)
Kolejny konflikt wyłonił się w 319 p.n.e., wraz ze śmiercią Antypatra. Antypater jako osoba o ograniczonych ambicjach i wielkiej lojalności wobec dynastii Argeadów wyznaczył na swojego następcę Poliperchona, dowódcę z czasów Filipa II. Z takim obrotem spraw nie mógł się pogodzić Kassander, syn Antypatra, przez ojca obdarzony w testamencie funkcją chiliarchy armii macedońskiej. Stanowisko to nie zaspokajało jego ambicji, uciekł więc do Antygona do Azji Mniejszej. Powstała kolejna koalicja wymierzona tym razem w Poliperchona. W skład jej weszli wraz z Kassandrem i Antygonem również Ptolemeusz i Lizymach. Poliperchon był zdolnym wojskowym, jednak brakowało mu talentów politycznych. Nie udało mu się powstrzymać postępów Kassandra. W celu poprawienia swojej sytuacji zaczął – jako pierwszy z diadochów – używać hasła wolności miast greckich, by uzyskać poparcie polis greckich w wojnie. Dla wzmocnienia swojej pozycji sprowadził Olimpias, która (korzystając z okazji) zleciła zabójstwo Filipa III, a także wielu popierających go arystokratów. Poliperchonowi udało się zachować władze jedynie nad częścią Peloponezu (nie jest pewne, jak długo ją sprawował). Kiedy Kassander przybył do Macedonii, bez problemów uzyskał od armii wyrok skazujący Olimpias na śmierć (317 p.n.e.) – mordy, których dokonała po sprowadzeniu jej z Epiru przez Poliperchona, wywołały wielkie oburzenie w Macedonii). Chcąc oprzeć swoją władzę ciągle jeszcze silnym przywiązaniu Macedończyków do dynastii Argeadów, Kassander ożenił się z Tessaloniką (przyrodnią siostrą Aleksandra III Wielkiego). W tym czasie Antygon wypełniał powierzone mu zadanie usunięcia Eumenesa. Kampania prowadzona w Azji Mniejszej, Syrii i Iranie zakończyła się dopiero w 316 p.n.e.

### Trzecia (315–311 p.n.e.)
W 315 p.n.e. Antygon zaatakował Seleukosa, który został zmuszony do ucieczki do Egiptu. Tak poważny wzrost potęgi Antygona bardzo zaniepokoił innych diadochów. Zawiązali więc przeciwko niemu koalicję. Uczestniczyli w niej Ptolemeusz (a u jego boku Seleukos), Lizymach i Kassander. W pierwszej fazie wojny inicjatywa należała do Antygona, który opanował resztę Azji Mniejszej, południową Syrię (315 p.n.e.). W walce politycznej zaczął stosować na szeroką skalę hasło wolności miast greckich kreując się obrońcę odwiecznej wolności greckich polis. Stał się także patronem związku polis Cyklad (tzw. Związek Wyspiarzy). Działania te godziły głównie w Kassandra i Ptolemeusza którzy w swoich rękach posiadali znaczną część miast greckich. Poparcie Greków dawało również możliwość swobodnego zaciągu greckich najemników. Antygon rozporządzał na tyle potężnymi siłami że mógł prowadzić wojnę na kilku frontach. Osobiście poprowadził wyprawę przeciwko Lizymachowi. W tym samym czasie jego syn, Demetriusz walczył z Ptolemeuszem, a jego dowódcy zmagali się z Kassandrem na południu Grecji. W 312 p.n.e. Ptolemeusz pokonał Demetriusza pod Gazą. Wykorzystując to, Seleukos wraz z małym oddziałem otrzymanym od Ptolemeusza udał się do Babilonu, gdzie został życzliwie przyjęty. W 311 p.n.e. obie strony uznały za konieczne podpisanie pokoju. Pokój zawarto na następujących warunkach:
- Kassander pozostanie opiekunem Aleksandra IV aż do jego pełnoletniości
- Lizymach i Ptolemeusz mieli pozostać przy swoich dziedzinach
- Antygon otrzymał „całą Azję”.

Pokój nie obejmował Seleukosa, któremu jednak po początkowych niepowodzeniach udało się zbudować własne państwo, a nawet rozszerzyć jego granice na wschód. Kassander zdawał sobie sprawę, że wraz z pełnoletniością Aleksandra IV straci on władzę w Macedonii. Zabił więc młodego króla w 310 p.n.e., natomiast w 308 p.n.e. zamordowany został nieślubny syn Aleksandra, Herakles wraz ze śmiercią którego przestała istnieć dynastia Argeadów.

### Czwarta (302–301 p.n.e.)
królestwo Ptolemeusza
     królestwo Kassandra
     królestwo Lizymacha
     królestwo Seleukosa
     Epir
     kolonie greckie
     Kartagina (poza światem hellenistycznym)
     republika rzymska (poza światem hellenistycznym)

Większość państw hellenistycznych powstała w wyniku wojen diadochów, po śmierci Aleksandra Wielkiego i Perdikkasa:
królestwo Ptolemeusza
królestwo Kassandra
królestwo Lizymacha
królestwo Seleukosa
Epir
Inne państwa:
kolonie greckie
Kartagina (poza światem hellenistycznym)
republika rzymska (poza światem hellenistycznym)
Po śmierci Lizymacha (w 281 p.n.e.) większość obszarów oznaczonych na pomarańczowo stała się terenem sporów i wojen. Część tego obszaru zajęło Królestwo Pergamonu. Nie pokazano Królestwa Greko-Baktryjskiego.

Dążenie Antygona do ponownego zjednoczenia ziem podbitych przez Aleksandra III prowadziło do kolejnych tarć i konfliktów z innymi diadochami przerywanych okresowymi porozumieniami. Walki prowadzone były na wielu frontach. W latach 311–302 p.n.e. udało się Antygonowi zdobyć morską hegemonię i jedynie grecka wyspa Rodos pozostała poza jego wpływami (zdołała również zachować sojusz z Ptolemeuszem). W 306 p.n.e. Antygon ogłosił się królem (gr. βασιλεύς basileus). Proklamacja ta miała na celu podkreślenie jego aspiracji do odgrywania roli dziedzica Aleksandra III po zniknięciu Argeadów. W 305/304 p.n.e. oficjalnie tytuł królewski przyjął Ptolemeusz, syn Lagosa. Krok ten miał na celu podkreślenie jego niezależności względem Antygona (przed ogłoszeniem się królem Ptolemeusz oficjalnie sprawował funkcję satrapy Egiptu, choć rozporządzał władzą królewską, a sami Egipcjanie uważali go już wcześniej za króla. Wkrótce tytuły królewskie przyjęli Lizymach, Kassander i Seleukos. W 301 p.n.e. członkowie koalicji zdecydowali się na ostateczne złamanie potęgi Antygona. W bitwie, która rozegrała się pod Ipsos, wzięli udział osobiście Kassander, Lizymach i Seleukos. Wojska Antygona poniosły klęskę, a on sam zginął. Posiadłości jego zostały podzielone między członków koalicji w sposób następujący:
- większa część Azji Mniejszej przypadła Lizymachowi
- Syrię (bez części południowej) otrzymał Seleukos
- Ptolemeusz zagarnął południową Syrię.